# جوزيه ماكراكين
جوزيه ماكراكين (بالإنجليزية: Josiah McCracken)‏ هو لاعب كرة قدم أمريكية وطبيب أمريكي، ولد في 30 مارس 1874 في مقاطعة لينكولن في الولايات المتحدة، وتوفي في 15 فبراير 1962 في فيلادلفيا في الولايات المتحدة.

## وصلات خارجية
- جوزيه ماكراكين على موقع أوليمبيديا (الإنجليزية)